# 307 pr. n. št.
Stoletja: 5. stoletje pr. n. št. - 4. stoletje pr. n. št. - 3. stoletje pr. n. št.
Desetletja: 350. pr. n. št. 340. pr. n. št. 330. pr. n. št. 320. pr. n. št. 310. pr. n. št. - 300. pr. n. št. - 290. pr. n. št. 280. pr. n. št. 270. pr. n. št. 260. pr. n. št. 250. pr. n. št.
Leta: 312 pr. n. št. 311 pr. n. št. 310 pr. n. št. 309 pr. n. št. 308 pr. n. št.  - 307 pr. n. št. - 306 pr. n. št. 305 pr. n. št. 304 pr. n. št. 303 pr. n. št. 302 pr. n. št.

## Dogodki
- konec vladanja Demetrija Faleronskega v Atenah.
- začetek štiriletne vojne